# Resolutie 60 Veiligheidsraad Verenigde Naties
Resolutie 60 van de Veiligheidsraad van de Verenigde Naties werd zonder stemming aangenomen eind oktober 1948. De resolutie richtte een subcomité op om een volgende resolutie over de situatie in Palestina voor te bereiden.

## Achtergrond
In de zomer van 1948 nam het Israëlische leger een groot deel van Palestina in. VN-bemiddelaar Folke Bernadotte werkte aan een vredesplan, maar hij werd in september doodschoten. Op 22 oktober ging voor de derde keer een staakt-het-vuren in, die al snel werd geschonden.

## Inhoud
De Veiligheidsraad besloot een subcomité op te richten bestaande uit het Verenigd Koninkrijk, China, Frankrijk, België en Oekraïne om alle amendementen en herzieningen van bijgesloten resolutie te overwegen en in overleg met de waarnemend bemiddelaar in Palestina een herziene resolutie voor te bereiden.

## Verwante resoluties
- Resolutie 59 Veiligheidsraad Verenigde Naties over de medewerking aan en veiligheid van het VN-personeel.
- Resolutie 61 Veiligheidsraad Verenigde Naties besloot het bestand in voege te houden.
- Resolutie 62 Veiligheidsraad Verenigde Naties besloot het bestand te vervangen door een wapenstilstand.
- Resolutie 66 Veiligheidsraad Verenigde Naties eiste een wapenstilstand na nieuw geweld en vroeg het comité bijeen te komen.

Lijst ·  38 ·  39 ·  40 ·  41 ·  42 ·  43 ·  44 ·  45 ·  46 ·  47 ·  48 ·  49 ·  50 ·  51 ·  52 ·  53 ·  54 ·  55 ·  56 ·  57 ·  58 ·  59 ·  60 ·  61 ·  62 ·  63 ·  64 ·  65 ·  66